# Peso (moneta)
Peso ($) è il nome di monete di corso legale in otto paesi dell'America e delle Filippine, diverse però l'una dall'altra.
L'origine risale alla riforma monetaria del 1497, che creò, oltre ad altre monete, il pezzo da otto (real de a ocho o duro). Nell'America spagnola, verso il 1565, alla zecca di Lima, fu coniata una moneta d'argento denominata inizialmente peso fuerte o duro. Il peso era di 27 g ed aveva il 92% di argento puro. Circolò a partire dal XVIII secolo non solo nell'America spagnola, ma anche nelle altre colonie europee del continente.
Il peso messicano è stata la moneta di corso legale negli Stati Uniti, assieme al dollaro statunitense, fino al 1857. In quel periodo l'equivalenza tra i due era di un peso messicano per un dollaro. Dal peso proviene il simbolo del dollaro $, che non rappresenta niente altro che le colonne d'Ercole e la fascia con la scritta "Plus Ultra" che figurava su questa moneta e che fu rappresentata poi, giacché faceva parte dello stemma reale, sulla peseta spagnola fino alla loro sostituzione con l'euro.
Dopo l'indipendenza dell'America spagnola, rimase come moneta più diffusa. Con l'adozione del sistema decimale (cioè 1 peso diviso in 100 centavo, centimo o centesimo), alcuni paesi dell'America cambiarono il nome: boliviano in Bolivia, bolívar in Venezuela, colón nel El Salvador e l'omonima moneta in Costa Rica, córdoba in Nicaragua, lempira in Honduras, quetzal in Guatemala, guaraní in Paraguay e sucre in Ecuador.
Paesi che usano il peso (con il codice ISO 4217):
- Argentina - peso argentino – ARS
- Cile - peso cileno - CLP
- Colombia - peso colombiano – COP
- Cuba - peso cubano - CUP
- Filippine - peso filippino – PHP
- Messico - peso messicano - MXN, in precedenza MXP
- Repubblica Dominicana - peso dominicano - DOP
- Uruguay - peso uruguaiano - UYU

Il peso è anche usato da alcuni organismi regionali:
- Il peso centroamericano è l'unità di conto del Mercato comune centroamericano e dal 1991 del Sistema di integrazione centroamericana.
- Il peso andino è usato dalla Comunità andina.

È stata la moneta di:
- Bolivia, peso boliviano tra il 1963 e 1988;
- Guatemala, peso guatemalteco fino al 1925;
- Guinea-Bissau, peso della Guinea-Bissau tra il 1975 e il 1997;
- Paraguay fino al 1944.